# Comitee Düsseldorfer Carneval

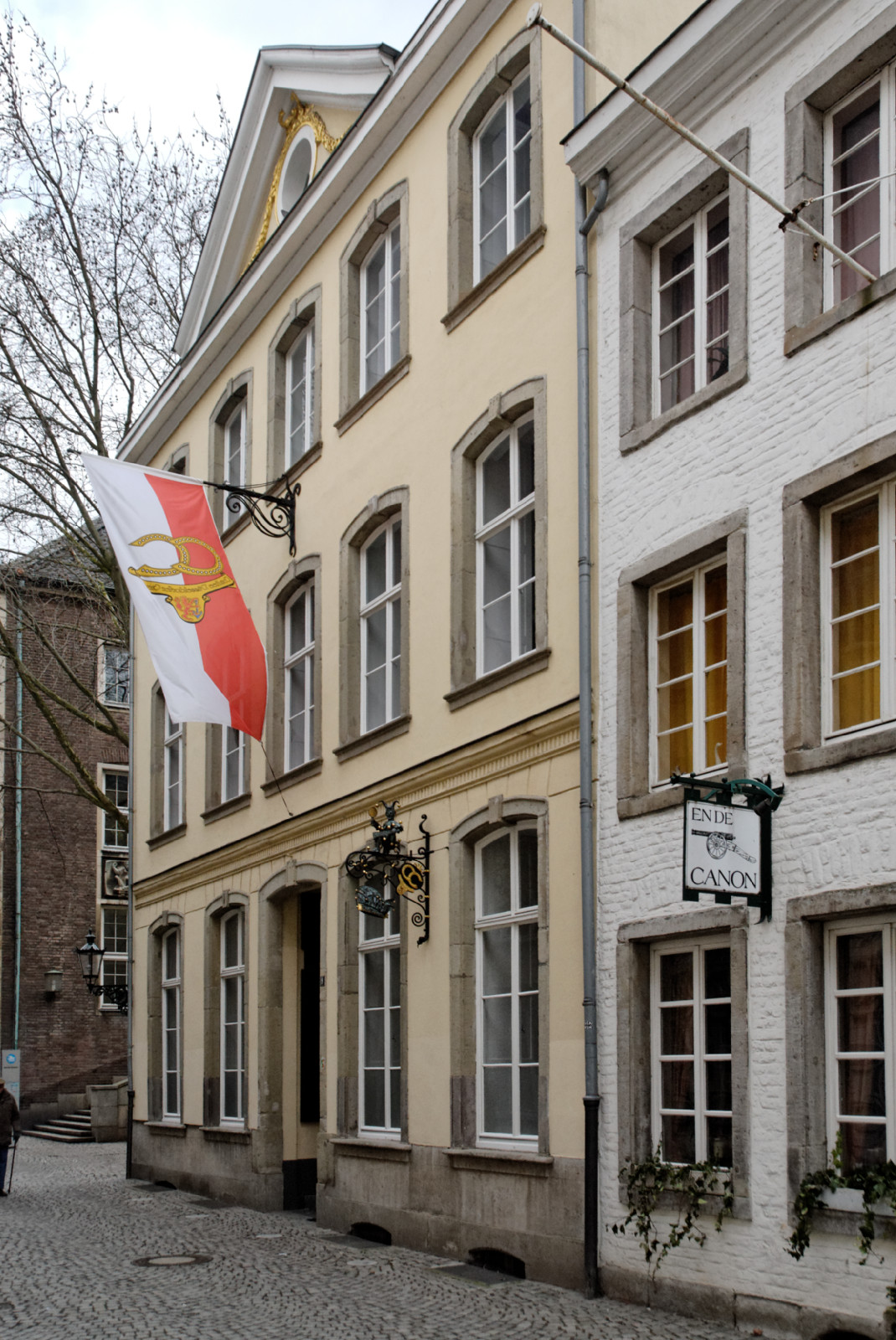
Haus des Karnevals mit CC-Fahne – Vereinssitz auf der Zollstraße 9 in der Düsseldorfer Altstadt

Das Comitee Düsseldorfer Carneval e.V. (CC) ist die Dachorganisation und Interessenvertretung von rund 70 im Düsseldorfer Karneval tätigen Karnevalsvereinen mit etwa 8000 Mitgliedern.

## Organisation
Das CC besteht aus 11 ehrenamtlich arbeitenden Personen – einem geschäftsführenden Vorstand, dem fünf Mitglieder angehören, und einem erweiterten Vorstand mit sechs Mitgliedern, die von den Mitgliedsvereinen für jeweils drei Jahre gewählt werden.

## Aufgaben
Das 1825 gegründete Comitee sieht seine Hauptaufgabe in der Pflege der Traditionen und des Brauchtums des Düsseldorfer Karnevals. Das CC wählt den Prinzen und seine Begleiterin, die Venetia, sowie den Hoppeditz aus. Darüber hinaus plant das CC die großen Düsseldorfer karnevalistischen Veranstaltungen wie das Hoppeditz-Erwachen am 11. November, die Kürung des Prinzenpaars, die Fernsehsitzung im Ersten, den Umzug auf der Königsallee am Sonntag, den Rosenmontagszug
und den Närrischen Zapfenstreich am Karnevalsdienstag. Nicht zuletzt wählt das CC auch das Motto der jeweiligen Karnevalssession aus. An seinem Sitz, dem Haus des Karnevals in der Düsseldorfer Altstadt, betreibt das CC ein Karnevalsmuseum.
Als Interessensvertretung des Großteils der Düsseldorfer Karnevalsgesellschaften und Organisator zahlreicher öffentlichkeitswirksamer Veranstaltungen prägt das Comitee Düsseldorfer Carneval maßgeblich das Erscheinungsbild des Düsseldorfer Karnevals.